# Rimma Bilounova
Rimma Ivanovna Bilounova (née Kazmina) est une joueuse d'échecs soviétique puis russe née le 21 août 1940 dans l'Oblast de Kourgan et morte le 21 décembre 2015 à Moscou.

## Biographie et carrière
Rimma Bilounova a travaillé comme ingénieur au centre informatique de l'Académie du génie militaire de Kouïbychev, puis au club central d'échecs des armées à partir de 1970. Elle fut championne de la RSFSR en 1966 et 1968 et obtint le titre de maître international féminin en 1968.
En 1980, elle fit partie de la délégation  soviétique à l'olympiade de Malte. De 1983 à 1988 comme entraîneur principal de l'équipe féminine d'URSS, remportant la médaille d'or par équipe en 1986 et la médaille d'argent par équipe en 1988.